# Curtiss SO3C Seamew
El Curtiss SO3C Seamew fue desarrollado por la estadounidense Curtiss-Wright Corporation como un reemplazo para el SOC Seagull como hidroavión explorador estándar de la Armada de los Estados Unidos. Curtiss bautizó el SO3C como Seamew, pero en 1941 la Armada comenzó a llamarlo Seagull, el mismo nombre que el del avión al que reemplazaba (el modelo biplano Curtiss SOC), causando alguna confusión. La Marina Real británica mantuvo el nombre de Curtiss (Seamew) para los SO3C que ordenó. Uno de los principales requerimientos de diseño de la Armada estadounidense fue que el reemplazo del Seagull tenía que ser capaz de operar tanto desde navíos con un único flotador central como desde bases terrestres con el flotador reemplazado por un tren de aterrizaje de ruedas.

## Diseño y desarrollo

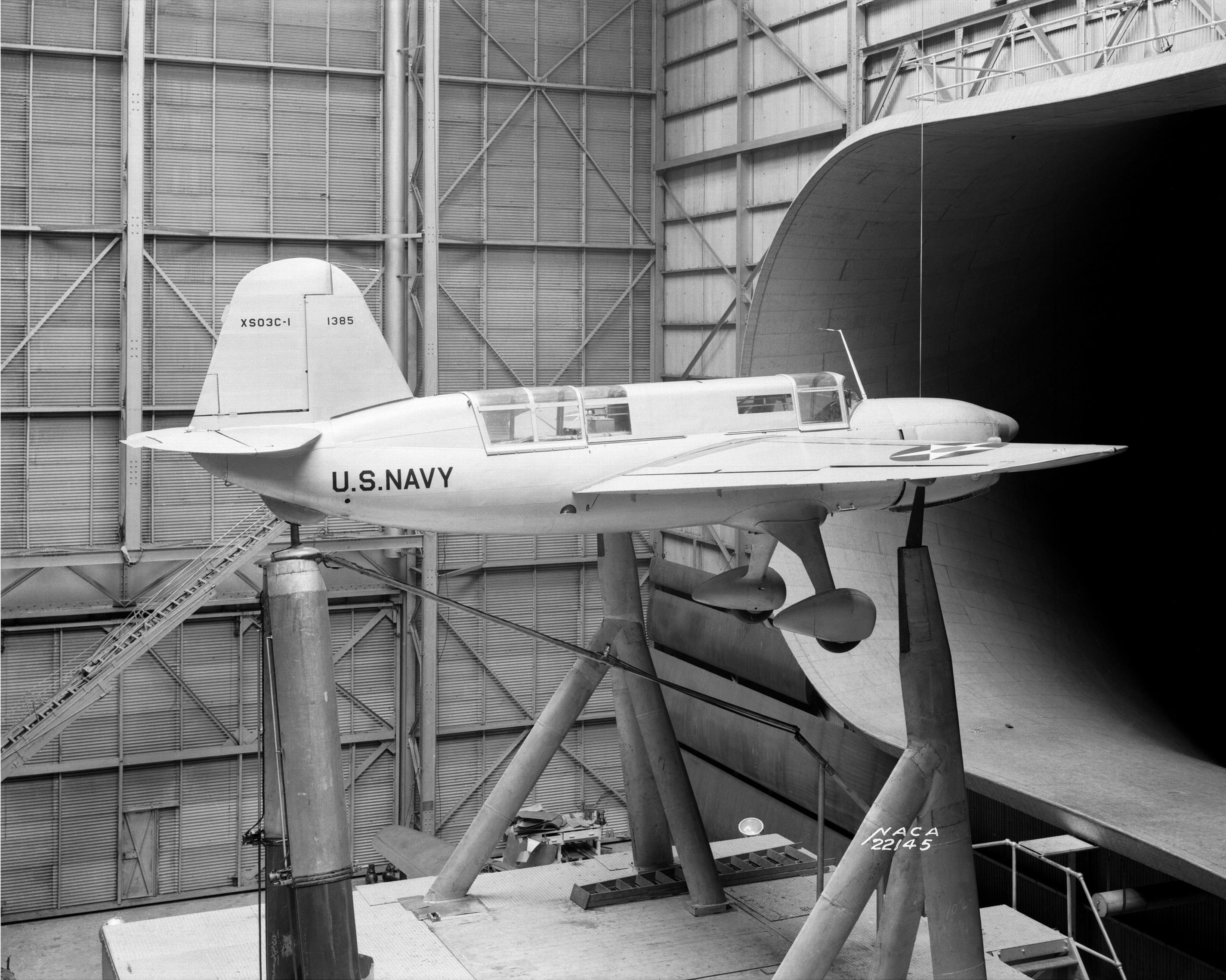
El Curtiss XSO3C en un túnel de viento, 1940.

Desde el momento en que entró en servicio, el SO3C presentó dos graves defectos: problemas de estabilidad en vuelo y problemas con el único motor Ranger, lineal en V invertida y refrigerado por aire. El problema de estabilidad se resolvió en su mayor parte con la introducción de puntas alares levantadas y una superficie trasera de cola mayor que se extendía por encima de la cabina del observador. La superficie de cola adicional estaba unida a la cubierta deslizante del observador y los pilotos reclamaban que todavía existían problemas de estabilidad cuando se abría la cubierta; la misma se abría a menudo ya que la principal tarea del avión era la observación. Aunque el problema de estabilidad en vuelo fue finalmente corregido (pero no  totalmente resuelto), el motor Ranger XV-770 demostró ser un lamentable fracaso incluso después de las muchas modificaciones realizadas. Las pobres prestaciones de vuelo y un deficiente historial de mantenimiento provocaron que el SO3C fuera retirado de las unidades de primera línea de la Armada en 1944. El más antiguo biplano SOC fue recuperado de unidades de entrenamiento estatales y puesto en servicio de primera línea en muchos buques de guerra de la Armada estadounidense hasta el final de la Segunda Guerra Mundial.

## Historia operacional

### Servicio con la Marina Real

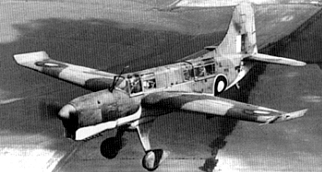
Un Seamew Mk I de la Marina Real.

Cierta cantidad de SO3C-1, una versión con tren de aterrizaje fijo, fue ordenada por el Arma Aérea de la Flota de la Marina Real (RN) bajo los términos de la Ley de Préstamo y Arriendo. En servicio con la RN, al SO3C se le dio la designación Seamew, un nombre usado de nuevo en los años 50 para el Short Seamew. Las tripulaciones le dieron el más apropiado nombre Sea Cow (Vaca Marina).
Lettice Curtis, en su libro "Forgotten Pilots" (Pilotos Olvidados), declaró "que aunque sus depósitos estándar de combustible tenían una capacidad de 1135 l, solo podía despegar con 302 l", cantidad fijada como máxima para los traslados del Cuerpo Auxiliar de Transporte Aéreo. Además, se necesitaba que la cola se elevase antes de alzar el vuelo, ya que "era posible que despegase en una actitud desde la que era imposible recuperarse y en la que no existía control de alerones". El comentario final de esta experimentada piloto fue "es difícil imaginar como, incluso en tiempo de guerra, este avión pudo haber sido aceptado en la fábrica, y mucho menos que se le hubiera concedido un valioso espacio de carga a través del Atlántico".
El primer lote para la RN debía tener un soporte para bombas central y un sistema de detención. Los modelos posteriores, conocidos como Seamew Mk.I, eran la variante SO3C-2C. Fueron asignados 250 Seamew y realmente se entregaron alrededor de 100 aparatos, rechazándose el último lote en favor de Vought Kingfisher adicionales. Las entregas a la RN comenzaron en enero de 1944. Fue declarado obsoleto en septiembre del mismo año y completamente retirado del servicio en 1945.
El SO3C-1K debía haber entrado en servicio como Queen Seamew, pero una orden de 30 ejemplares fue cancelada.
Los Seamew sirvieron con los No. 744 NAS y No. 745 NAS en RCAF Yarmouth, Nueva Escocia, Canadá, y con el No. 755 NAS, basado en Hampshire, Reino Unido.

## Variantes

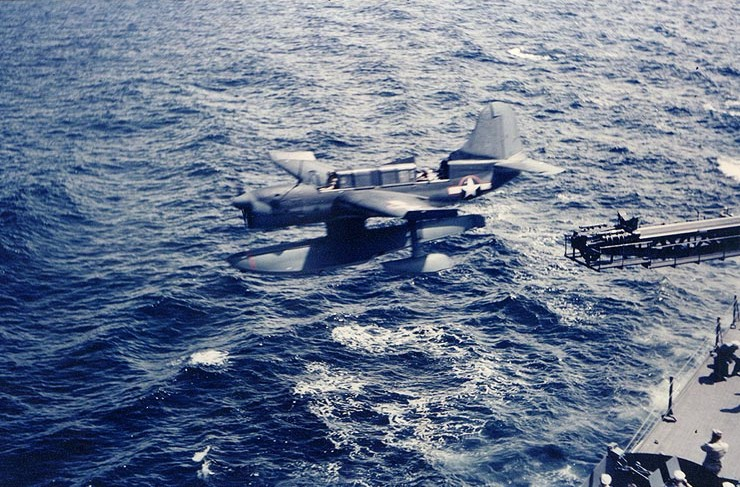
Un SO3C es catapultado desde el USS Biloxi, octubre de 1943.

XSO3C-1
Prototipo, uno construido originalmente como avión terrestre y más tarde modificado como hidroavión.
SO3C-1
Variante de producción, 141 construidos.
SO3C-1K
Aviones SO3C-1 modificados como blancos aéreos no tripulados, algunos para la Marina Real como Queen Seamew I.
SO3C-2
Similar al SO3C-1, pero con gancho de detención; la variante terrestre podía equiparse con un soporte para bombas ventral, 200 construidos.
SO3C-2C
Variante de Préstamo y Arriendo del SO3C-2 con radio mejorada y sistema eléctrico de 24 v, para la Marina Real como Seamew I, 259 ordenados, pero solo alrededor de 59 construidos.
SO3C-3
Variante de peso reducido con mejoras en detalle y la capacidad de operar desde catapulta retirada, 39 construidos con 659 más cancelados.
SO3C-4
Variante propuesta del SO3C-3 con gancho de detención y capacidad de catapulta, no construida.
SO3C-4B
Variante de Préstamo y Arriendo del SO3C-4 para la Marina Real como Seamew II, no construida.

## Operadores
Estados Unidos
- Armada de los Estados Unidos

 Reino Unido
- Arma Aérea de la Flota

## Especificaciones (SO3C-2)
Referencia datos: American Warplanes of World War II

### Características generales
- Tripulación: Dos (piloto y observador/artillero)
- Longitud: 11,23 m (hidroavión), 10,41 m (terrestre)
- Envergadura: 11,58 m
- Altura: 4,57 m
- Superficie alar: 27 m2
- Peso vacío: 1943 kg
- Peso máximo al despegue: 2599 kg
- Planta motriz: 1× motor lineal V12 invertido y refrigerado por aire Ranger V-770-6.
  - Potencia: 450 kW (600 hp)
- Hélices: Bipala de velocidad constante

### Rendimiento
- Velocidad máxima operativa (Vno): 277 km/h
- Velocidad crucero (Vc): 198 km/h
- Alcance: 1850 km (8 h)[5]
- Techo de vuelo: 4800 m (15 800 pies)
- Carga alar: 97 kg/m2 (19,8 lb/sq ft)
- Potencia/peso: 0,16 kW/kg (0,10 hp/lb)

### Armamento
- Ametralladoras: 

  - 1x M1919 fija de 7,62 mm de fuego frontal
  - 1x M2 de 12,7 mm flexible en la cabina trasera
- Bombas: 

  - 2 de 45 kg o 2 cargas de profundidad de 147 kg bajo las alas

## Aeronaves relacionadas

### Aeronaves similares
- Arado Ar 196
- Curtiss SOC Seagull
- Vought OS2U Kingfisher
- Mitsubishi F1M
- Supermarine Walrus

### Secuencias de designación
- Secuencia Numérica (interna de Curtiss): ← 77 - 79 - 81 - 82 - 84 - 85 - 86 →
- Secuencia SO_C (Exploradores de observación de la Armada estadounidense, 1934-1946 (Curtiss, 1922-1962)): SOC - SO2C - SO3C
- Secuencia SO_R (Exploradores de observación de la Armada estadounidense, 1934-1946 (Ryan, 1948-1962)): SOR